# 陈冲 (演员)
陳沖（1961年4月26日—），出生于上海，美籍华人女演员、導演。毕业于上海外国语学院（现上海外国语大学）和加利福尼亚州立大学。代表作有《意》、《小花》、《海外赤子》、《末代皇帝》和《天浴》。
陳沖為少數擁有奧斯卡金像獎投票權之電影人，也是唯一一位同時拿過金馬獎最佳女主角和金馬獎最佳導演的電影人。陳沖不僅在世界影壇的編、導、演經歷豐富，也曾出任多項國際級影展主競賽評審，甚至擔綱起評審團主席的重責大任：目前包括，1996年出任德國第46屆柏林影展主競賽評審；2014年同年，先後出任義大利第71屆威尼斯影展主競賽評審、以及台灣第51屆金馬獎評審兼評審團主席；2019年出任第13屆亞洲電影大獎評審團主席；2023年出任第17届FIRST青年电影展评审团主席。

## 职业生涯
陳冲1961年出生於於上海一個醫務工作者家庭。受家庭影響，養成愛讀書的習慣。她讀小學時，開始學習彈鋼琴、拉手風琴；讀中學時，參加學校劇團的活動，演出許多文藝節目，為日後的演出打下了堅實的基礎。上海外國語學院英語专业肄业。
1976-1981年：崭露头角中国成名
1977年因在《青春》一片中嶄露頭角，開始涉足電影。1979年參加《小花》拍攝，扮演趙小花，通過她認真、努力的摸索之後，將這個有著特殊命運的小花，飾演得極具有感情色彩，成為中國影壇崛起的一顆新星，观影人次超过3亿，並因此片獲1980年第3届百花獎最佳女演員獎，同年在南斯拉夫電影節上獲最佳女演員獎。她被《时代》杂志称为“中国的伊丽莎白·泰勒”。此外，陈冲还出演了1979年的电影《海外赤子》饰演女主角黄思华，歌曲《我爱你中国》和《高飞的海燕》由陈冲饰演的角色演唱，是当年中国最受欢迎的歌曲。1981年，陈冲主演了滕文骥导演的电影《苏醒》。
1985-1999：好莱坞试水与国际突破
1981年赴美留學，開始了她艱辛的異國之旅。陳沖在赴美期間，繼續從事電影方面的學習，且隻身勇闖好萊塢，1985年，她在美国电视剧《迈阿密风云》中饰演马丁·卡斯蒂略的前妻，她的第一部好莱坞电影是在1986年的《大班》（Tai-Pan）中饰演女主角美美；後來在《末代皇帝》一片中，成功地塑造了女主人公婉容悲惨的人生，该片在1988年获得了9项奥斯卡金像奖，包括最佳影片奖，最佳导演奖，陈冲在颁奖典礼上与尊龙一起颁发最佳记录短片奖，成为首位登上奥斯卡颁奖舞台的华人明星。随着《末代皇帝》大获成功，陈冲的身价也水涨船高，台湾电视台邀请她来台湾出演电视剧《随风而逝》，她是当时台湾片酬最高的女演员。1989年她与鲁格·豪尔一起主演了电影《英雄之血》。進入1990年代，她已在美國影壇嶄露頭角，她出演了大卫·林奇导演的电视连续剧《双峰》（英语：Twin Peaks），饰演乔西·帕卡德，后来因为希望出演电影《龟滩沥血》而退出电视剧《双峰》，多年后陈冲回忆此事认为是一个错误的决定。1993年，她主演了奥利弗·斯通导演的《天与地》，她在罗卓瑶导演的《诱僧》中饰演了两个不同的角色，这部电影入围第50届威尼斯国际电影节主竞赛单元，改编自李碧华的小说，她为了这个角色剃了光头。
1994年陈冲因主演奥利弗·斯通的《天与地》引发媒体热议，再次登上奥斯卡颁奖舞台，与方·基墨一起颁发最佳化妆造型奖，与这一年她还和史蒂文·西格尔共同主演了动作片《绝地战将》，与马特·狄龙共同主演了约翰·马登导演的《金门大桥》。她也曾回到上海主演关锦鹏导演的《紅玫瑰與白玫瑰》，凭借这部电影的精彩表现，陈冲获得金马奖和香港电影评论协会奖最佳女主角。9月，陈冲登上VOGUE Singapore创刊号封面，是亚洲第一位登上VOGUE封面的明星。
1995年她再次与尊龙合作主演电影《黑色追杀令》，在西尔维斯特·史泰龙的电影《特警判官》中饰演反派角色丽莎。
1996年她担任第46届柏林国际电影节主竞赛单元评委，她厌倦了在好莱坞电影中被塑造成异国情调的美女，陈冲于1998年开始執導改編自嚴歌苓的同名短篇小說的電影《天浴》，电影在柏林国际电影节首映后大获好评，随后她一舉拿下第35屆金馬獎的金馬獎最佳導演，更是金馬獎史上唯一一次大滿貫紀錄，榮獲最佳劇情片、最佳導演、最佳改編劇本、最佳男女主角等七項大獎，还获得了独立精神奖最佳电影首作提名、美国国家评论协会奖国际自由奖等奖项。她后来于2000年执导了理查·基尔和薇诺娜·瑞德主演的《纽约的秋天》，电影虽然口碑不佳，但仍然为制片公司创造了可观的盈利。
2004-2009：国际多元化发展
2004年她与章子怡一起出演了侯勇导演的《茉莉花开》，她还出演了亚裔经典酷儿喜剧电影《面子》。2005年她主演张杨导演的电影《向日葵》，该片入围第53节圣塞巴斯蒂安国际电影节主竞赛单元，她还主演了独立电影《美国亚裔》。
2007年，陈冲因在托尼·艾尔斯的剧情片《意》中的表演受到好评，她饰演一个迷人的夜总会歌手，带着两个孩子在1970年的澳大利亚艰难求生，她的表演为她赢得了许多奖项，包括金马奖最佳女主角奖、澳大利亚电影学院奖最佳女主角奖、澳大利亚IF电影奖最佳女主角奖、澳大利亚影评人协会奖最佳女主角奖、都灵国际电影节最佳女演员奖等。同年她还出演了另外两部广受好评的电影：李安导演的《色，戒》，姜文导演的《太阳照常升起》并因此获得亚洲电影大奖最佳女配角奖。
2008年她出演贾樟柯导演的《二十四城记》入围戛纳国际电影节主竞赛单元，拍摄中国青年导演姬诚的《十七》并获得上海国际电影节电影频道传媒单元最佳女主角奖，2009年她与布鲁斯·贝尔斯福德合作拍摄澳大利亚电影《最后的舞者》。
2010-2018：回归中国
陈冲将工作重心转移至中国大陆，2010年她在改编版《西游记》中饰演观音菩萨；随后她陆续出演了《恋爱通告》《爱出色》《热爱岛》《稍安勿躁》等电影。2014年，陈冲出任第71届威尼斯国际电影节主竞赛单元评审和第51届金马奖评审团主席，同年陈冲在Netflix电视剧《马可波罗》中饰演元朝的察必皇后，她还在2018年的中国电视剧《如懿传》中出演清朝的孝敬宪皇后乌拉那拉氏。
2019-至今：职业生涯复兴
2019年陈冲与肖央、谭卓合作主演的电影《误杀》上映，该片在中国大陆获得13.3亿票房，2020年客串出演Netflix电影《虎尾》和Jessica Chastain合作出演动作电影《AVA》；2023年她与冯小刚主演的翻拍版《忠犬八公》上映，获得2.86亿票房，陈冲的表演获得诸多好评，与赵又廷、毛晓彤合作出演的电视剧《问心》让陈冲提名白玉兰奖最佳女配角奖，年末她在布里特·马灵导演的美国电视剧《世界尽头的一场谋杀》中饰演中国的科技巨头卢梅，2024年，她在王湘圣执导的成长喜剧电影《弟弟》中饰演一位照顾叛逆少年充满爱心的母亲角色，凭借她的出色表演，获得了圣丹斯电影节评审团奖最佳群戏，美国退休人员协会最佳女配角，旧金山影评人协会最佳女配角，独立精神奖最佳配角表演提名等荣誉，并被Variety、The Hollywood Reporter等媒体预测提名奥斯卡最佳女配角，为了表彰陈冲出色的职业生涯，她先后获得了旧金山国际电影节、丹佛电影节、纽波特海滩电影节、美国评论家选择协会亚太裔影视奖的职业成就奖。5月她在亚特兰大与米歇尔·菲佛一同出演亚马逊全明星圣诞电影《Oh.What.Fun》，6月在温哥华出演Andrew Ahn导演的《喜宴》，翻拍自1993年李安导演的同名电影，陈冲饰演女主角Angela的妈妈，8月陈冲在魁北克拍摄法国加拿大合拍电影，和晓丹执导的《蒙特利尔，我的美人》，陈冲饰演一个52岁的中国移民，看似和睦的一家，其实夫妻俩都在经历中年危机，陈冲饰演的凤霞决定面对她从小就压抑的现实：她是一名女同性恋。
2025年3月，陈冲宣布将于莎莉·菲尔德共同主演奥利维亚·纽曼导演的Netflix电影《尤为明亮的生物》。

## 家庭
祖父陈文镜曾留学美国，是外科医生。外公张昌绍是药理学家，其在1937考取公费庚子赔款进入英国伦敦大学医学院药理系获博士学位，并在哈佛大学进修，对化学治疗学和传出神经药理学做出突出贡献，对中国药理学的发展起到了开拓和奠基作用，后在文革中自杀。父親陳星榮为上海華山醫院放射學專家，曾任華山醫院院長。母亲张安中为上海医学院教授。
1984年，陈冲与演员柳青 (Jim Lau）結婚，1988年離婚。1992年，陈冲与胸外科医生彼得·许（Peter Hui）结婚，于2002年生下小女儿许文珊。目前陳沖與丈夫及兩個女兒定居在舊金山。

## 影视作品

### 电影与电视作品
| 年份   | 片名                                          | 飾演                         |
| ------ | --------------------------------------------- | ---------------------------- |
| 1977年 | 《青春》                                      | 哑女                         |
| 1979年 | 《海外赤子》                                  |                              |
| 1980年 | 《小花》                                      | 赵晓花                       |
| 1981年 | 《苏醒》                                      | 苏晓梅                       |
| 1986年 | 《惡男》（Goodbye My Love）                   | 帶弟                         |
| 1986年 | 《大班》                                      | 美美                         |
| 1987年 | 《夜行者》                                    | 美文                         |
| 1987年 | 《末代皇帝》                                  | 皇后婉容                     |
| 1988年 | 《英雄之血》                                  | Kidda                        |
| 1990年 | 《双峰》                                      | 娇西                         |
| 1991年 | 《龟滩》                                      | Minou                        |
| 1991年 | 《奇怪的人》                                  |                              |
| 1991年 | 《死锁》                                      | Nicole                       |
| 1993年 | 《天与地》                                    | 母亲                         |
| 1993年 | 《诱僧》                                      | 公主紅萼/青绶夫人            |
| 1994年 | 《红玫瑰白玫瑰》                              | 王娇蕊                       |
| 1994年 | 《絕地戰將》                                  | Masu                         |
| 1994年 | 《情定金門橋》（Golden Gate）                 | Marilyn                      |
| 1995年 | 《騷的過火》                                  | Virginia Chow                |
| 1995年 | 《》                                          | Dr. Ilsa Hayden / 伊尔莎博士 |
| 1995年 | 《緊急獵殺令》                                | Kirina                       |
| 1995年 | 《审判疏通》                                  | Ilsa                         |
| 1996年 | 《珍贵的发现》                                | Camilla Jones                |
| 1999年 | 《紫雨风暴》                                  | Shirley Kwan                 |
| 2000年 | 《你在搞什么名堂》                            | Trinh Nguyen                 |
| 2004年 | 《茉莉花開》                                  |                              |
| 2005年 | 《向日葵》                                    |                              |
| 2005年 | 《面子》（Saving Face）                       | Ma                           |
| 2007年 | 《色，戒》                                    | 易太太                       |
| 2007年 | 《太阳照常升起》                              |                              |
| 2007年 | 《意》（Home Song Stories）                   | Rose Hong / 洪玫瑰           |
| 2008年 | 《二十四城记》（24 City）                     | 顧敏華                       |
| 2009年 | 《毛泽东时代的最后舞者》（Mao's Last Dancer） |                              |
| 2010年 | 《爱出色》（Color Me Love）                   | Zoe                          |
| 2010年 | 《戀愛通告》（Love In Disguise）              | Joan                         |
| 2011年 | 《辛亥革命》                                  | 隆裕太后                     |
| 2011年 | 《初吻》（Kiss, his first）                   |                              |
| 2012年 | 《热爱岛》 （Passion Island）                 | Johanna                      |
| 2012年 | 《稍安勿躁》（Let It Be）                     | 牛姐                         |
| 2012年 | 《海明威与盖尔霍恩》                          | 宋美龄                       |
| 2012年 | 《二次曝光》                                  | 郝醫生                       |
| 2012年 | 《白色蛙》                                    | Irene Young                  |
| 2014年 | 《露水红颜》                                  | 徐母                         |
| 2015年 | 《何以笙箫默》                                | 裴方梅                       |
| 2015年 | 《王朝的女人·楊貴妃》                         | 貞順皇后                     |
| 2015年 | 《開羅宣言》                                  | 宋慶齡                       |
| 2017年 | 《京城81號2》                                 | 心理醫生                     |
| 2017年 | 《绝世高手》                                  | 湯母                         |
| 2019年 | 《誤殺》                                      | 拉韫                         |
| 2020年 | 《虎尾》                                      | 阿媛(老年)                   |
| 2020年 | 《追殺艾娃》                                  | 托妮（Toni）                 |
| 2023年 | 《忠犬八公》                                  | 李佳珍                       |
| 2023年 | 《坚如磐石》                                  | 何秀丽（友情出演）           |
| 2024年 | 《弟弟 (電影)》                               | 王純星                       |
| 2025年 | 《囍宴》                                      | 陳梅                         |

### 电视剧
| 年份   | 地區     | 劇名                                                               | 飾演                             |
| ------ | -------- | ------------------------------------------------------------------ | -------------------------------- |
| 1984年 | 美國     | 影集《霹靂遊俠》第3季第1集《Knight of the Drones》                 | Su-Lin                           |
| 1985年 | 美國     | ABC電視影集《馬蓋先》第1季第2集《The Golden Triangle 勇闖金三角》  | 女主角小玲，劇中為善良純樸的村民 |
| 1985年 | 美國     | NBC電視影集《邁阿密風雲》第1季第14集的《Golden Triangle》          |                                  |
| 1988年 |          | 《心灵创伤》                                                       |                                  |
| 1989年 | 美國     | CBS電視影集《特警4587 》（Wiseguy）第2季第30集的《All or Nothing》 |                                  |
| 1990年 | 台灣     | 台視八點檔《隨風而逝》                                             |                                  |
| 1990年 | 美国     | ABC電視影集《双峰镇》                                              | Josie Packard                    |
| 1992年 |          | 《钢铁审判》《异乡人的阴影》                                       |                                  |
| 1999年 |          | 《他自己的班级》                                                   |                                  |
| 2009年 | 中国大陆 | 電視影集《人到中年》                                               | 田文潔                           |
| 2010年 |          | 《西游记》                                                         | 观世音菩萨                       |
| 2011年 | 美国     | 电视剧《危机边缘》第3季第11集                                      | Walter Bishop在平行空间的情妇    |
| 2013年 |          | 《星洲檔案》                                                       | 婉容                             |
| 2013年 |          | 《海上孟府》                                                       | 二姐                             |
| 2014年 | 美國     | 電視影集《馬可波羅》                                               | 察必皇后                         |
| 2016年 | 中國大陸 | 電視影集《遇見王瀝川》                                             | 麗莎                             |
| 2018年 | 中國大陸 | 電視影集《如懿傳》                                                 | 烏拉那拉氏 (客串)                |
| 2023年 | 中國大陸 | 電視影集《問心》                                                   | 方竹清 (客串)                    |
| 2023年 | 美國     | 電視影集《末日謎殺》                                               | 盧美 （Lu Mei）                        |

## 导演作品
- 1998年《天浴》
- 2000年《纽约之秋（英语：Autumn in New York (film)）》
- 2012年《情人》（Shanghai Strangers），又名「爱在的日子」
- 2020年《The Iron Hammer》(纪录片)
- 待上映《英格力士》

## 監製作品
- 2018年《公車上的曹操》（于和偉飾演的曹操為主要角色）

## 制片人作品
- 1995年 《騷的過火（英语：Wild Side (1995 film)）》
- 1998年 《天浴》
- 2012年《情人》

## 创作或改编剧本作品
- 1998年《天浴》与严歌苓合著
- 2012年《情人》

## 奖项与提名
| 年份   | 颁奖典礼                     | 奖项           | 作品               | 结果 |
| ------ | ---------------------------- | -------------- | ------------------ | ---- |
| 1981年 | 第三届大众电影百花奖         | 最佳女主角     | 《小花》           | 獲獎 |
| 1981年 | 南斯拉夫电影节               | 最佳女演员     | 《小花》           | 獲獎 |
| 1994年 | 第31届金马奖                 | 最佳女主角     | 《红玫瑰与白玫瑰》 | 獲獎 |
| 1995年 | 第一屆香港电影评论学会大奖   | 最佳女演员     | 《红玫瑰与白玫瑰》 | 獲獎 |
| 1995年 | 第14届香港电影金像奖         | 最佳女主角     | 《红玫瑰与白玫瑰》 | 提名 |
| 1998年 | 第48届柏林国际电影节         | 金熊奖         | 《天浴》           | 提名 |
| 1998年 | 第35届金马奖                 | 最佳导演       | 《天浴》           | 獲獎 |
| 1998年 | 第35届金马奖                 | 最佳改编剧本   | 《天浴》           | 獲獎 |
| 1999年 | 巴黎国际电影节               | 大奖           | 《天浴》           | 獲獎 |
| 1999年 | 巴黎国际电影节               | 评委会特别奖   | 《天浴》           | 獲獎 |
| 2007年 | 第七届华语电影传媒大奖       | 最佳女配角     | 《茉莉花开》       | 提名 |
| 2007年 | 第48届澳洲电影学院奖         | 最佳女主角     | 《意》             | 獲獎 |
| 2007年 | 第八届澳洲IF电影奖           | 最佳女主角     | 《意》             | 獲獎 |
| 2007年 | 第44届金马奖                 | 最佳女主角     | 《意》             | 獲獎 |
| 2007年 | 第25届都灵电影节             | 最佳女演员     | 《意》             | 獲獎 |
| 2007年 | 第一届亚太银幕大奖           | 最佳女演员     | 《意》             | 提名 |
| 2007年 | 第27届夏威夷国际电影节       | 演艺终身成就奖 |                    | 獲獎 |
| 2008年 | 第二届亚洲电影大奖           | 最佳女主角     | 《意》             | 提名 |
| 2008年 | 第二届亚洲电影大奖           | 最佳女配角     | 《太阳照常升起》   | 獲獎 |
| 2008年 | 第八届华语电影传媒大奖       | 最佳女配角     | 《太阳照常升起》   | 獲獎 |
| 2008年 | 第11届上海国际电影节传媒大奖 | 最受关注女演员 | 《十七》           | 獲獎 |
| 2024年 | 第29届上海电视节白玉兰奖     | 最佳女配角     | 《問心》           | 提名 |

## 争议

### 1985年春晚
在一些报刊和网络自媒体报道中，陈冲受邀参加1985年央视春晚并讲话时，有一句“你们中国人”引发了众多电视观众以及媒体人批评與討論。根据1985年央视春晚的录像，陈冲说道：“用一句现在中国很时髦的话，恭喜发财。”
几年后，有记者注意到陈冲在签约活动中使用“祖国”一词，于是问陈冲春晚事件对她的影响。陈冲说此事对她的影响与冲击非常大，但当时自己只是认为祖国与中国同义。有汉语教材以此举例指出，陈冲在该场合以中国表示祖国，会将自己排除在外，表述不够得体。

### 收养双胞胎女孩后转送
1997年，陈冲夫妇有意在中国收养一对双胞胎女孩。第二年，陈冲向中国收养中心提出国际收养申请。同年2月陈冲发现自己怀孕。4月，中国收养中心通知了陈冲夫妇前往广西南宁办理收养一对双胞胎女孩的手续。7月13日，陈冲的母亲和陈冲的丈夫彼得在广西民政厅涉外收养登记处办理收养院雪英和院雪华的手续。次日，陈冲家人带着两女孩离开南宁。10月，陈冲的大女儿许文婷出生，她接受采访时坚称：“我们对三个女儿一视同仁。”此后人们便再未在公开场合见过这对双胞胎，也没有听见陈冲本人提起过。

### 《天浴》裸戏风波
2003年李小璐受记者采访时说，1997年参演《天浴》时未成年的她拒绝了出演暴露镜头，合约也对此禁止。但陈冲后期制作时在美国用替身（裸替）做了补拍，这对她造成了伤害，自此不再与陈冲合作。不过二人之后在微博仍有互动。

## 传记
- 《陈冲前传》严歌苓 著 1994-8 三民书局 （台湾）
  - 《陈冲传》严歌苓 著 1994-11 上海远东出版社
  - 《本色陈冲》严歌苓 著 1998-10 春风文艺出版社。增加了第24章

## 备注
1. ↑  另一说1961年4月25日，[2]
2. ↑  另有部分文章称毕业